# Danh sách đĩa nhạc của Trương Nghệ Hưng
Danh sách đĩa nhạc của ca sĩ Trung Quốc Lay Zhang bao gồm 3 album phòng thu, 3 mini-album, 15 đĩa đơn và 5 bài hát nhạc phim. Anh phát hành bài hát solo đầu tiên của mình, "Monodrama", vào tháng 5 năm 2016 thông qua dự án âm nhạc Station project. Lay chính thức ra mắt với tư cách ca sĩ solo vào tháng 10 năm 2016 với đĩa đơn "what U need?". Sau đó vào tháng 10, anh phát hành mini-album đầu tay Lose Control. Album đã đạt được thành công về mặt thương mại khi đứng đầu bảng xếp hạng Gaon Album Chart và là album bán chạy thứ bảy tại Hàn Quốc năm 2016.

## Album

### Album phòng thu
| Lay 02 Sheep                                                                              | - Ngày phát hành: 7 tháng 10 năm 2017 - Hãng đĩa: SM Entertainment, Zhang Yixing Studio - Định dạng: CD, nhạc số, stream     | 10 | -   | 7 | -  | 2 | - TQ: 1,000,000 (Physical+Digital) - NB: 770 - HQ: 22,768 |
| Namanana                                                                                  | - Ngày phát hành: 19 tháng 10 năm 2018 - Hãng đĩa: SM Entertainment, Zhang Yixing Studio - Định dạng: CD, nhạc số, stream    | 1  | 161 | - | 21 | 1 | - TQ: 1,135,888 (Digital) - Mỹ: 24,000                    |
| Lit                                                                                       | Part. 1 - Ngày phát hành: 1 tháng 6 năm 2020 - Hãng đĩa: SM Entertainment, Zhang Yixing Studio - Định dạng: nhạc số, stream  | -  | -   | - | -  | - | - TQ: 2,501,988                                           |
| Lit                                                                                       | Part. 2 - Ngày phát hành: 21 tháng 7 năm 2020 - Hãng đĩa: SM Entertainment, Zhang Yixing Studio - Định dạng: nhạc số, stream | -  | -   | - | -  | - | - TQ: 2,501,988                                           |
| "—" cho biết album không lọt vào bảng xếp hạng hoặc không được phát hành tại khu vực này. | |    |     |   |    |   |                                                           |

## Mini-album
| Lose Control                                                                              | - Ngày phát hành: 28 tháng 10 năm 2016 - Hãng đĩa: SM Entertainment, Zhang Yixing Studio - Định dạng: CD, nhạc số, stream | 1 | 8 | 1 | 4  | - TQ: 1,197,813 - HQ: 281,360 - NB: 89,432 |
| Winter Special Gift                                                                       | - Ngày phát hành: 22 tháng 12 năm 2017 - Hãng đĩa: SM Entertainment, Zhang Yixing Studio - Định dạng: nhạc số, stream     | - | - | - | 8  | - TQ: 890,527                              |
| Honey                                                                                     | - Ngày phát hành: 14 tháng 6 năm 2019 - Hãng đĩa: SM Entertainment, Zhang Yixing Studio - Định dạng: nhạc số, stream      | - | - | - | 11 | - TQ: 4,762,284                            |
| "—" cho biết album không lọt vào bảng xếp hạng hoặc không được phát hành tại khu vực này. | |   |   |   |    |                                            |

## Đĩa đơn
| Tên                                                                                         | Năm  | Thứ hạng cao nhất | Thứ hạng cao nhất | Thứ hạng cao nhất | Doanh số                 | Album                         |
| Tên                                                                                         | Năm  | TQ                | HQ                | Mỹ World          | Doanh số                 | Album                         |
| ------------------------------------------------------------------------------------------- | ---- | ----------------- | ----------------- | ----------------- | ------------------------ | ----------------------------- |
| "Monodrama" (独角戏)                                                                        | 2016 | -                 | 155               | 1                 | —                        | SM Station Season 1           |
| "What U Need?"                                                                              | 2016 | -                 | -                 | 1                 | - HQ: 4,242              | Lose Control                  |
| "Lose Control" (失控)                                                                       | 2016 | -                 | -                 | -                 | - TQ: 36,300 - HQ: 6,691 | Lose Control                  |
| "I Need U" (需要你)                                                                         | 2017 | -                 | -                 | 7                 | —                        | Lay 02 Sheep                  |
| "Sheep" (羊)                                                                                | 2017 | -                 | -                 | -                 | —                        | Lay 02 Sheep                  |
| "Goodbye Christmas"                                                                         | 2017 | -                 | -                 | -                 | —                        | Winter Special Gift           |
| "Sheep" (Alan Walker Relift)                                                                | 2018 | 64                | —                 | —                 | - TQ: 35,400             | Đĩa đơn không nằm trong album |
| "Give Me a Chance" (爱到这)                                                                 | 2018 | -                 | -                 | -                 | - TQ: 87,600             | Namanana                      |
| "Namanana" (梦不落雨林)                                                                     | 2018 | -                 | -                 | -                 | —                        | Namanana                      |
| "When It's Christmas"                                                                       | 2018 | -                 | -                 | -                 | —                        | Đĩa đơn không nằm trong album |
| "Honey"                                                                                     | 2019 | 4                 | -                 | -                 | —                        | Honey                         |
| "I'm Not Well" (我不好)                                                                     | 2019 | -                 | -                 | -                 | —                        | Đĩa đơn không nằm trong album |
| "Grandma" (外婆)                                                                            | 2019 | -                 | -                 | -                 | —                        | Đĩa đơn không nằm trong album |
| "Jade" (玉)                                                                                 | 2020 | -                 | -                 | -                 | —                        | Lit                           |
| "Lit" (莲)                                                                                  | 2020 | -                 | -                 | 11                | —                        | Lit                           |
| "—" cho biết bài hát không lọt vào bảng xếp hạng hoặc không được phát hành tại khu vực này. |      |                   |                   |                   |                          |                               |

### Đĩa đơn quảng bá
| Tên                     | Năm  | Album                         |
| ----------------------- | ---- | ----------------------------- |
| "I'm Coming"            | 2014 | Đĩa đơn không nằm trong album |
| "Dream High" (夢想起飛) | 2017 | SPD Bank Theme Song           |

## Đĩa đơn cộng tác
| Tên                                                                                         | Năm  | Thứ hạng cao nhất | Thứ hạng cao nhất | Thứ hạng cao nhất | Thứ hạng cao nhất | Doanh số                         | Album                         |
| Tên                                                                                         | Năm  | TQ                | HQ                | NZ Hot.           | Mỹ World          | Doanh số                         | Album                         |
| ------------------------------------------------------------------------------------------- | ---- | ----------------- | ----------------- | ----------------- | ----------------- | -------------------------------- | ----------------------------- |
| "Let's Shut Up & Dance" (với Jason Derulo và NCT 127)                                       | 2019 | 35                | —                 | 34                | —                 | - TQ: 300,000 - HQ: 3,952 (Phy.) | Đĩa đơn không nằm trong album |
| "No Man's Land" (无人之域) (với Anti-General và Jasmine Sokko)                              | 2019 | —                 | —                 | —                 | —                 | —                                | Đĩa đơn không nằm trong album |
| "Lovebird" (với Far East Movement)                                                          | 2019 | —                 | —                 | —                 | —                 | —                                | Đĩa đơn không nằm trong album |
| "Love You More" (Steve Aoki hợp tác với Lay và will.i.am)                                   | 2020 | —                 | —                 | —                 | —                 | —                                | Neon Future IV                |
| "—" cho biết bài hát không lọt vào bảng xếp hạng hoặc không được phát hành tại khu vực này. |      |                   |                   |                   |                   |                                  |                               |

## Sự xuất hiện khác
| Tên                                                                                         | Năm  | Thứ hạng cao nhất | Album                              |
| Tên                                                                                         | Năm  | TQ                | Album                              |
| ------------------------------------------------------------------------------------------- | ---- | ----------------- | ---------------------------------- |
| "Because of You"                                                                            | 2013 | —                 | Đĩa đơn không nằm trong album      |
| "I'm Lay"                                                                                   | 2014 | —                 | Exology Chapter 1: The Lost Planet |
| "Youth Day" (bài hát chủ đề)                                                                | 2018 | —                 | Đĩa đơn không nằm trong album      |
| "—" cho biết bài hát không lọt vào bảng xếp hạng hoặc không được phát hành tại khu vực này. |      |                   |                                    |

## Bài hát lọt vào bảng xếp hạng khác
| Tên                                                                                         | Năm  | Thứ hạng cao nhất | Thứ hạng cao nhất | Doanh số    | Album        |
| Tên                                                                                         | Năm  | TQ                | HQ                | Doanh số    | Album        |
| ------------------------------------------------------------------------------------------- | ---- | ----------------- | ----------------- | ----------- | ------------ |
| "Relax"                                                                                     | 2016 | —                 | —                 | - HQ: 2,529 | Lose Control |
| "MYM"                                                                                       | 2016 | —                 | —                 | - HQ: 2,667 | Lose Control |
| "MYM" (acoustic ver.)                                                                       | 2016 | —                 | —                 | - HQ: 2,457 | Lose Control |
| "Tonight"                                                                                   | 2016 | —                 | —                 | - HQ: 2,602 | Lose Control |
| "Mapo Tofu" (麻婆豆腐)                                                                      | 2018 | 6                 | —                 |             | Namanana     |
| "—" cho biết bài hát không lọt vào bảng xếp hạng hoặc không được phát hành tại khu vực này. |      |                   |                   |             |              |

## Bài hát nhạc phim
| "Happy Youth" (với Coco Jiang Wen và Lý Tiểu Lộ)                                            | 2015 | — | Oh My God OST                           |
| "Alone (One Person)"                                                                        | 2015 | — | Ex Files 2: The Backup Strikes Back OST |
| "A Man Thing" (với Royal Treasure cast)                                                     | 2016 | — | Royal Treasure OST                      |
| "Pray"                                                                                      | 2017 | — | Operation Love OST                      |
| "Everything Like You"                                                                       | 2018 | — | I'm Around You OST                      |
| "—" cho biết bài hát không lọt vào bảng xếp hạng hoặc không được phát hành tại khu vực này. |      |   |                                         |

## Video âm nhạc
| Tên                                    | Năm                     | Chú thích               |
| Với tư cách ca sĩ chính                | Với tư cách ca sĩ chính | Với tư cách ca sĩ chính |
| -------------------------------------- | ----------------------- | ----------------------- |
| "Monodrama"                            | 2016                    | [ 46 ]                  |
| "what U need?"                         | 2016                    | [ 47 ]                  |
| "Lose Control"                         | 2016                    | [ 48 ]                  |
| "I Need U"                             | 2017                    | [ 49 ]                  |
| "Sheep (羊)"                           | 2017                    | [ 50 ]                  |
| "Goodbye Christmas (聖誕又至)"         | 2017                    | [ 51 ]                  |
| "Sheep (Alan Walker Relift)"           | 2018                    | [ 52 ]                  |
| "Give Me a Chance"                     | 2018                    | [ 53 ]                  |
| "Namanana"                             | 2018                    | [ 54 ]                  |
| "Honey"                                | 2019                    | [ 55 ]                  |
| "Grandma (外婆)"                       | 2019                    | [ 56 ]                  |
| Cộng tác                               |                         |                         |
| "Let's Shut Up and Dance"              | 2019                    | [ 57 ]                  |
| Với tư cách khách mời                  |                         |                         |
| "Missing You" (remake; Fly to the Sky) | 2014                    | [ 58 ]                  |
| "Youth Day" (bài hát chủ đề)           | 2018                    | [ 59 ]                  |